# ザ・ミラクル (オブ・ジョーイ・ラモーン)
「ザ・ミラクル（オブ・ジョーイ・ラモーン）」（The Miracle (Of Joey Ramone)）は、U2が2014年に発表した『ソングス・オブ・イノセンス』に収録されている曲で、シングルリリースされた。

## 概要
The Ramones賛歌。若い頃のボノは女みたいな自分の声にコンプレックスを持っていたのだが、が、1978年9月24日にダブリンで行われたThe Ramonesのライブで自分と似たような声のジョーイ・ラモーンを見て、そのコンプレックスを払拭できたのだという。ちなみにジョーイ・ラモーンが生前最後に聴いていた曲は、U2の『All That You Can't Leave Behind』に「In a Little While」である。
バンドを結成して間もない頃のライヴで「そんなモンキーズみたいな音楽じゃなくてパンクをやれ！」とヤジられたのを覚えてる。彼等は正しかったよ。僕は偉大なロック・シンガーやパンク・シンガーのようにハードに歌うことなんて出来なかった。僕は女の子みたいに歌っていたんだ。僕は自分の歌声について、ずっと居心地の悪さを感じていた。でも、ラモーンズに出会って全てが変わった（きっと他の皆もそうだと思う）。だってジョーイ・ラモーンは女の子みたいに歌っていたんだから。彼は偉大な女性シンガー達を愛していた。彼の歌声の中からはモータウンやダスティ・スプリングフィールド、そしてロニー・スペクターが聞こえてくる。彼の歌声は僕が感じていた痛みを受け止めてくれるものだった。だから、僕は彼を信じることにした。ノイズの海の中で未来に向かってサーフする彼を (ボノ)
デンジャー・マウスとセッションを行っていた時に出来たドラムループとアコギからなるデモが元で、ポール・エプワースとライアン・テダーが関わった後、The Ramonesのパンクソングをギリシャ神話の海の怪物セイレーンに例えた「Siren」というロックソングになり、レコーディングの最後の2ヶ月でエプワースとともに歌詞とメロディを完成させた。
2014年9月9日、アップルのiPhone 6の発表イベントに登場したU2は「Songs of Innocence」の無料配信を発表するとともに、この曲を演奏した。これに対してはジョーイ・ラモーンの遺族から感謝のメッセージが送られた。

## PV
- 監督：Digital Air
- プロデューサー：アリスティデス・マクギャリー
- ロケ地： Riviera Studios（ニース）
- 撮影日： 2014年8月12日
- リリース日： 2014年10月14日